# Vila Áurea

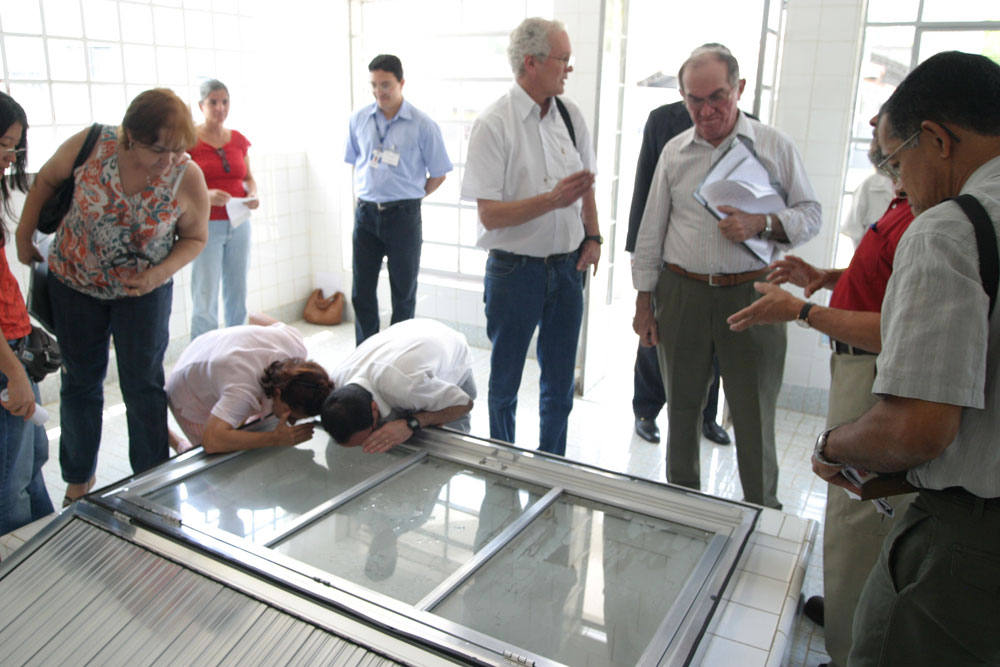
Geólogos e químicos, alunos de um curso da Companhia de Pesquisa de Recursos Minerais (regional do Rio de Janeiro), visitando a nascente da Fonte Áurea que é protegida por um vidro.

Vila Áurea é um bairro do município de Poá, no estado de São Paulo.
O nome do bairro é uma referência à Fonte Áurea. É conhecido na cidade por abrigar o Ginásio Municipal Américo Franco, que começou a ser construído pelo governo do estado em 25/01/1957. No local são realizados campeonatos regionais de diversos esportes, e de 1983 até 1993 foi sede da EXPOÁ até a sua transferência para a Praça de Eventos "Lucília Gomes Felippe". Sua principal via é a Avenida Deputado Castro de Carvalho.

## Balneário Vicente Leporace
O bairro abriga o Balneário Municipal Vicente Leporace, localizado em frente à Fonte Áurea, na Avenida Antônio Massa. Foi inaugurado em 1970, como uma das condições para o município receber o título de estância hidromineral e turística. Depois de ser usado durante 30 anos, foi desativado no início da década porque o prefeito na época (Eduardo Carlos Felippe) achava que não havia necessidade de ser ter um balneário no município, desde então é o local foi usado como um centro de fisioterapia. O balneário foi reaberto em 2008 e voltou a oferecer piscinas, saunas, duchas e quadras gratuitamente, e o centro de fisioterapia foi transferido para um prédio na região central.

## Fonte Áurea
Também está localizada no bairro a Fonte Áurea, de onde é retirada a água mineral comercializada, por concessão, pela União Federativa Espírita Paulista sob a marca Água Mineral Poá. Atualmente há ocupação irregular nas proximidades da Fonte Áurea, o que é de alguma forma uma ameaça aos córregos próximos da fonte e a própria fonte.